# Hyptia johnsoni
Hyptia johnsoni är en stekelart som beskrevs av William Harris Ashmead 1901. Hyptia johnsoni ingår i släktet Hyptia och familjen hungersteklar. Inga underarter finns listade i Catalogue of Life.